# Sempervivum dzhavachischvilii
Sempervivum dzhavachischvilii är en fetbladsväxtart som beskrevs av Gurgenidze. Sempervivum dzhavachischvilii ingår i släktet taklökar, och familjen fetbladsväxter. Inga underarter finns listade i Catalogue of Life.